# Кумаркхали
Кумаркхали (бенг. কুমারখালি, англ. Kumarkhali) — город и муниципалитет на западе Бангладеш, административный центр одноимённого подокруга. Муниципалитет был основан в 1869 году. Площадь города равна 6,61 км². По данным переписи 2001 года, в городе проживало 19 043 человека, из которых мужчины составляли 50,76 %, женщины — соответственно 49,24 %. Плотность населения равнялась 2881 чел. на 1 км². Уровень грамотности населения составлял 51,4 % (при среднем по Бангладеш показателе 43,1 %). 